# Сибуян (море)
Сибуя́н (таг. и англ. Sibuyan) — межостровное море Филиппинского архипелага, между островами Панай, Таблас, Мариндуке, Лусон и Масбате. Глубина до 1700 м. В центральной части моря — остров Сибуян. Климат тропический; осадков до 3000 мм в год. Часты тайфуны. Температура воды 23—28 °C. Солёность 32,0—32,5 ‰. Приливы неправильные полусуточные, величина их более 2 м.
23—26 октября 1944 года в море произошло крупное сражение между американским и японским флотами — последнее большое морское сражение Второй мировой войны на Тихом океане, в ходе которого были разгромлены главные силы японского флота.